# Ertuğrul Oğuz Fırat
Ertuğrul Oğuz Fırat (1 de febrer, 1923, Malatya - 16 d'octubre, 2014, Ankara) va ser un jutge jubilat turc, poeta, escriptor, pintor i compositor de música clàssica occidental.

## Biografia
Va néixer a Malatya el 1923. Es va graduar a l'escola secundària a Malatya. El 1940, es va matricular al departament d'arqueologia de la Universitat d'Istanbul, Facultat de Lletres. En va marxar l'any següent i es va matricular a la facultat de dret de la mateixa universitat.
L'any 1943, quan va fer 20 anys, va començar a estudiar música amb el piano que li va comprar la seva mare. No va rebre cap formació acadèmica en aquest camp. El 1944, va prendre lliçons d'harmonia del marit d'Aliye Berger, Karl Berger-Bonovoi, durant uns mesos. Va continuar la seva amistat amb İlhan Usmanbaş, a qui va conèixer el 1947 a través de correspondència, al seu amic de tota la vida Bülent Arel. Gràcies a aquesta amistat, va millorar els seus coneixements musicals.
Va començar a escriure els seus primers contes i poemes l'any 1943. Durant aquest període, va intentar publicar una revista anomenada "Iklim" amb un grup d'amics com Turan Güneş, Turhan Feyzioğlu, Necati Erkurt, Adnan Benk, Ercüment Berker, Berna Moran, Ali Yavuz Bayhan, Bülent Arel. La revista només va poder publicar 3 números. El seu primer poema temàtic es va publicar en aquesta revista.
Es va graduar a la facultat de dret el 1948 i va tornar a Malatya. Va completar les seves pràctiques legals i el servei militar. Va finalitzar la seva primera obra, en la qual treballava des de 1945, l'any 1951. La seva composició titulada Triple Sonata va ser interpretada a Ankara Radio el 1966 i es va convertir en la primera obra del compositor que es va interpretar.
Va començar a treballar com a jutge l'any 1959. Després de treballar a Reyhanlı, Alanya, Denizli i Adana, es va jubilar el 1979 i es va establir a Ankara.
Va començar a pintar després de perdre la seva mare l'any 1960. Les seves primeres pintures van ser retrats de la seva mare o escenes relacionades amb aquesta mort. Els seus quadres no es van exposar fins al 1970. Després de la seva primera exposició a la "Galerie-Palette-Röderhaus" de Wuppertal, Alemanya, l'any 1970, també va obrir exposicions a galeries de Turquia. Fırat va pintar al voltant de 380 quadres fins al 1999, i uns 250 d'ells es troben en col·leccions privades.
Alguns dels seus poemes i articles es van publicar a revistes com Küçük Dergi, Pazar Postası, Türk Dili, Yücel, Opus, Forum, Küğ, Eflatun, Güney, Philharmoni, Ankara Sanat i Oluşum. El primer article de revisió exhaustiu escrit sobre Béla Bartók a Turquia, titulat "Işığı Kavrayan Göz, yahut Bela Bartok’un Getirdiği" (L'ull que capta la llum de l'Eufrates, o el que porta Bela Bartok), es va publicar a la revista Forum el 1962. Es va convertir en membre de l'Associació de la Llengua Turca el 1964.
Fırat va obrir un concurs l'any 1967 per fer interpretar les obres de compositors turcs el més aviat possible. La seva obra titulada "Yokluk Evreninde Dönüşüm", interpretada pel duo Leda Cenaz - Banu Perk, es va interpretar d'aquesta manera. Obres per a piano que es consideraven obligatòriament interpretades en el segon concurs celebrat l'any 1968; Soruşturma d'İlhan Usmanbaş, Imge II de Cengiz Tan, Atatürk Savaşta ve Barışta de Fırat. Només Kamuran Gündemir va participar al concurs i va interpretar les obres en qüestió per primera vegada.
El seu primer llibre, Karmakarışık Öyküler Kitap, que va reunir set de les seves històries, es va publicar el 1995, i el seu segon llibre, "Seviçıra", es va publicar el 1997. Els seus articles crítics sobre l'art es van recopilar sota el títol "Umursanmamış" i es van publicar el 1999. El primer volum del seu quart llibre, "Çağdaş Küğ Tarihi Üzerine İmler", es va publicar el 1999.
Va deixar d'escriure i pintar en els seus últims anys a causa de la degeneració macular dels seus ulls. Mantenia les seves relacions amb el món exterior fent reunions a casa seva cada dissabte. El 2013, va rebre la Medalla d'Or del Premi d'Honor de la Sevda - Cenap And Music Foundation.
Va morir a Ankara el 16 d'octubre de 2014. Un cor establert a Ankara el 2012 va ser nomenat "Cor Ertuğrul Oğuz Fırat" per decisió dels seus fundadors.